# Magni M 19 Shark
Magni M 19 Shark — лёгкий многоцелевой  автожир.
Разработан  и построен фирмой «Magni». Автожир совершил первый полёт в июне 2002 года. Обшивка выполнена из пластика. Способен покрыть расстояние в 481 км, максимальное время полёта 4 ч. 30 мин.

## Характеристики
- Кабина закрытая прозрачная, 2 посадочных места (пилот + 1 пассажир)
- Шасси комплектуется колёсами
- Скорость максимальная 170 км/час
- Скорость крейсерская 135 км/час
- Потолок: 3500 м
- Вес пустого 280 кг
- Максимальный взлётный вес 550 кг
- Диаметр несущего винта 8,23 м
- Диаметр маршевого винта 1,7 м
- Высота 2,6 м
- Ширина 1,85 м
- Длина 4,8 м